# Dálniční křižovatka Heidelberg

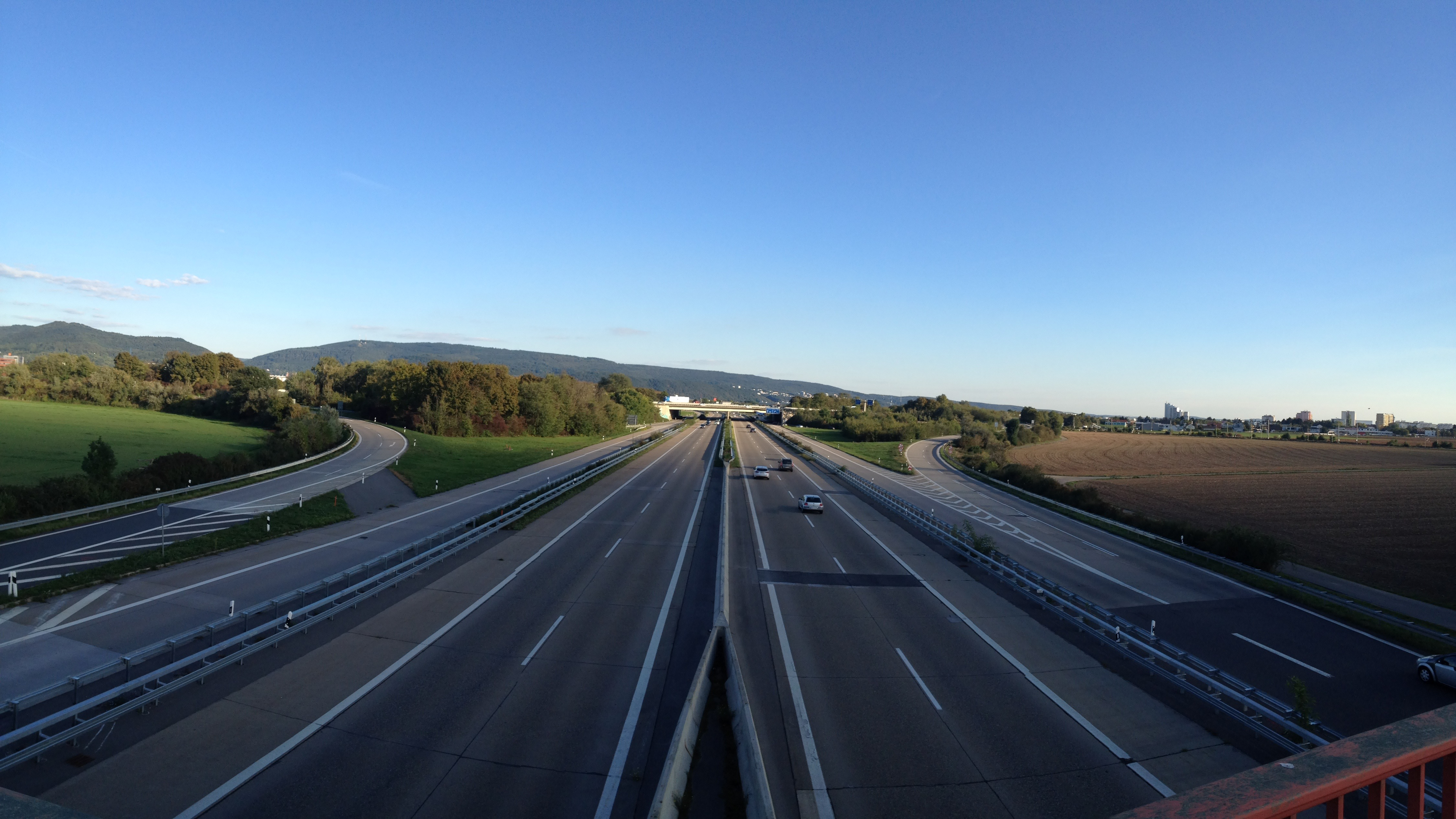
Dálniční křižovatka Heidelberg při pohledu ze západu z mostu nad dálnicí A656.

Autobahnkreuz Heidelberg (zkráceně též Kreuz Heidelberg nebo Heidelberger Kreuz; zkratka AK Heidelberg) je křižovatka dvou německých dálnic nacházející se ve spolkové zemi Bádensko-Württembersko u města Heidelberg. Kříží se zde dálnice A 5 s dálnicí A 656.

## Poloha
Dálniční křižovatka se nachází na území města Heidelberg, přičemž samotné město Heidelberg leží východně od křižovatky (nepočítaje v to malou osadu Grenzhof). V těsné blízkosti se nachází ještě město Eppelheim, které leží jihozápadně od křižovatky. Křižovatka se nachází v Hornorýnské nížině poblíž řeky Neckar, která protéká východně od křižovatky.
Nejbližší větší města jsou Heidelberg (asi 1 km po dálnici A 656 na východ), Mannheim (asi 10 km po dálnici A 656 na západ), Karlsruhe (asi 54 km po dálnici A 5 na jih) a Darmstadt (asi 58 km po dálnici A 5 na sever).

## Popis
Autobahnkreuz Heidelberg je mimoúrovňová křižovatka dálnice A 5 procházející severo-jižním směrem (Hattenbacher Dreieck – Frankfurt am Main – Heidelberg – Karlsruhe – Basel) a dálnice A 656 procházející západo-východním směrem (Mannheim – Heidelberg). Současně po ní prochází i evropská silnice E35, a to severojižním směrem. Na dálnici A 5 je křižovatka označena jako sjezd 37 a na dálnici A 656 jako sjezd 5.
Autobahnkreuz Heidelberg je proveden jako čtyřlístková čtyřramenná mimoúrovňová křižovatka. Toto provedení, zejména úhel, pod kterým se obě dálnice kříží, je však do značné míry ovlivněno podobou dálniční křižovatky před její přestavbou, kdy představovala tříramennou dálniční křižovatku v neúplné podobě, neboli tzv. rozštěpení.

## Historie výstavby
Dálniční křižovatka Heidelberg vznikla již v roce 1936, když byl zprovozněn dálniční tah Frankfurt am Main – Darmstadt – Mannheim – Heidelberg – Karlsruhe. Tehdy však byla provedena jako neúplná tříramenná dálniční křižovatka, s názvem Abzweig Heidelberg. Ve směru od Mannheimu se totiž dělila do dvou větví, jedné vedoucí rovně do Heidelbergu a druhé stáčející se na jih na Karlsruhe. Avšak ve směru od Karlsruhe a ve směru od Heidelbergu bylo možné pokračovat pouze na Mannheim (rampy Heidelberg – Karlsruhe chyběly).
V 60. letech 20. století přestal být tehdejší dálniční tah Frankfurt am Main – Darmstadt – Mannheim – Heidelberg – Karlsruhe kapacitně vyhovující, a proto se přistoupilo k jeho zkapacitnění v podobě vybudování souběžného dálničního tahu mezi Darmstadtem a Walldorfem. V rámci tohoto zkapacitnění byly vybudovány dálnice mezi Darmstadtem a Heidelbergem a mezi Mannheimem a Walldorfem, čímž vznikly mezi dálniční křižovatkou Darmstadt a dálniční křižovatkou Walldorf dva souběžné dálniční tahy, jeden přes Mannheim a druhý přes Heidelberg. Součástí výstavby dálnice mezi Darmstadtem a Heidelbergem byla i úprava dálniční křižovatky Heidelberg, neboť nová dálnice od Darmstadtu se měla na stávající dálniční sít připojovat právě na dálniční křižovatce Heidelberg, a to ze severu.
Dálniční křižovatka byla přestavěna na čtyřlístkový typ a zprovozněna byla v roce 1970 spolu s nově vybudovanou dálnicí směrem na Darmstadt.

## Dopravní zatížení
V průměru projede křižovatkou 130 000 vozidel denně.